# アジゾン・アブドゥル・カディル
アジゾン・アブドゥル・カディル（マレー語: Azizon Abdul Kadir、1980年6月10日 - ）は、マレーシアの元サッカー選手。元マレーシア代表。現役時代のポジションはゴールキーパー。

## クラブ歴
2002年にムラカ・ユナイテッドSAに加入。2005シーズンはヌグリ・スンビランFAに移籍し、マレーシア・スーパーリーグへの昇格の一助となった。更に2005-06シーズンはスーパーリーグを制した。また、クアラ・ムダ・ナザFCに移籍後もマレーシア・プレミアリーグ制覇に貢献している。2012年から2013年にかけてはクアラルンプールFAに在籍、2014年にはPDRM FAに移籍し同クラブのプレミアリーグ制覇に貢献した。

## 代表歴
2004年10月13日に行われた2006 FIFAワールドカップ・アジア予選の香港代表戦で代表初出場を果たした。また、2004 タイガーカップではモハマド・シャムスリ・ムスタファの控えとして招集された。
AFCアジアカップ2007では怪我によってシャムスリが欠場すると正GKの座を掴む機会を得た。しかしながら、グループステージの3戦で12失点しチームは全敗で敗退した。このため、その後2014年9月14日のインドネシア代表との親善試合に挑むマレーシア代表としてダラー・サラー監督に招集されるまで招集されなかった。この試合で彼は先発出場したものの、2-0で敗れた。